# Carlo Marcellini
Pour les articles homonymes, voir Marcellini.
Carlo Marcellini (Florence, 1643  – Florence, 22 juin 1713) est un architecte, sculpteur, poète qui fut actif au cours de la période baroque.

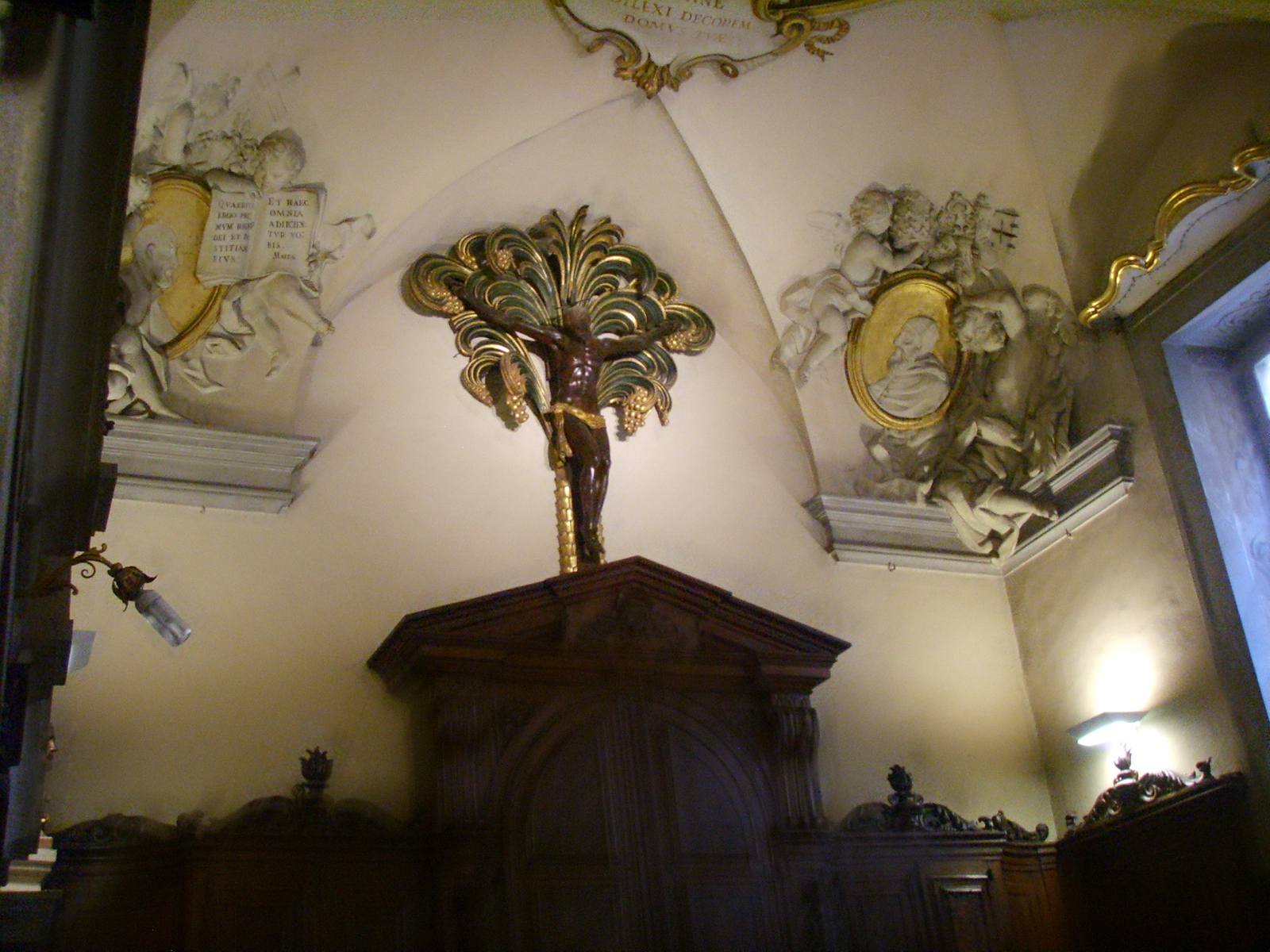
Stuc et crucifix (1702), sacristie, église San Gaetano, Florence.

## Biographie
Carlo Marcellini débute en tant qu'orfèvre puis rejoint le peintre Felice Ficherelli.
Après la mort du maître (1660), il entreprend une formation de sculpteur dans l'atelier de Bartolomeo Cennini.
En 1671 Cosme III  l'envoie à Rome étudier auprès d'Ercole Ferrata dans la future Accademia granducale de Rome.
À partir de 1672 Ferrata est épaulé par Ciro Ferri, chargé de former Carlo Marcellini dans le dessin et le moulage.
Entre 1672 et 1674, Carlo Marcellini collabore avec Ferri et réalise les Anges du ciborium de la chiesa Nuova de Rome. Au cours des mêmes années, il fréquente aussi l'Accademia di San Luca, où en 1672 il obtient le premier prix de « première classe » de sculpture avec un bas-relief en terre cuite représentant le mythe du Deucalion et Pyrrha (perdu).

### Le sculpteur et décorateur
À partir de 1673, il commence à réaliser ses premières commandes autonomes dont le Buste de Galileo Galilei, actuellement au Musée d'histoire de la science de Florence.
En 1676, il est rappelé à Florence afin de préparer les modèles d'un monument équestre pour le grand-duc Ferdinand II de Médicis (jamais réalisé) et s'installe dans l'ancien atelier de Cennini « alla Sapienza », resté libre à la mort du maître.
En 1677 il collabore avec Ferrata à la restauration de statues anciennes.
De 1677 à 1685, il participe à la décoration de la chapelle de l'église Santa Maria Maddalena dei Pazzi.
En 1677 il est admis à l'Académie du dessin de Florence.
Entre 1679 et 1683 il travaille pour Ferdinand II à Pratolino ; en 1683 il s'implique dans les décorations de la chapelle Corsini à Santa Maria del Carmine où, sous la direction de Giovanni Battista Foggini, il sculpte un Dieu le Père en marbre au sommet du maître-autel.
Entre 1685 et 1686 Carlo Marcellini reçoit des commandes de la part de Vittoria della Rovere pour sa  Villa di Poggio Imperiale, puis pour la réalisation du monument funéraire de V. Farinola, mort en 1686 (San Marco, Florence).
- 1688 à 1693, décoration à stuc des arcs de la chapelle de la nef de la Basilique de la Santissima Annunziata ;
- 1688 à 1693, statue en marbre de San Domenico (1692 - 1693) pour la chapelle Feroni ;
- 1695 à 1697, stucs et incrustations de la grotte de palazzo Corsini ;
- 1698 et 1700, stucs décoratifs de deux salles du palazzo Ginori ;
- 1700-1710, stucs, chapelle San Giovanni Gualberto, abbaye de Vallombrosa ;
- 1702, stucs, voûte de la sacristie, église Santi Michele e Gaetano ;
- Buste en marbre de Cosme III (1699), (Ospedale di S. Maria Nuova) ;
- Stucs, église Santa Lucia alla Castellina (1699) ;
- Stucs de l'Oratoire Ss. Sacramento, Calenzano (v. 1710) ;
- Maître-autel (v. 1710 - perdu), église San Giovannino degli Scolopi.

### Architecture
En 1685 Carlo Marcellini commence une carrière d'architecte en réalisant l' Ospizio per i Pellegrini (détruit), sur commande de D. Melani.
Entre 1701 et 1710, il réalise la plus importante réalisation architecturale de sa carrière, l'église de l'hôpital San Giovanni di Dio. La structure de l'édifice est terminée en 1702, la façade entre 1707 et 1708. Carlo Marcellini, qui ne demanda aucun émolument, a voulu lier son nom à l'édifice en le choisissant comme lieu de sépulture.

### Scénographie
Carlo Marcellini s'implique aussi en tant scénographe lors de la mise sur pied de spectacles et la réalisation de décors éphémères participant à la conception d'apparats ornementaux ou festifs : carnaval de 1683, la libération de Vienne 1683 ; la libération de Buda 1686 ; « mascherata » pour le mariage d'Anna Maria Luisa de' Medici 1691 et, en 1694, responsable du catafalque pour les funérailles du père F. Franci. (San Filippo Neri, Florence).

### Littérature
En 1676 à  Rome, Carlo Marcellini publie, sous le pseudonyme Merlin Caracolli, la comédie L'amante spiantato, jouée même après la mort de l'artiste en 1715 (Florence, Biblioteca nazionale, Poligrafo Gargani, 1210, no 225). Il rédigea de nombreuses poésies dont seule une partie a été éditée  et a participé à l'activité de diverses Académies florentines dont l'Accademia dell'Arsura, de laquelle il a été un des fondateurs sous le nom « Spiantato ».
Carlo Marcellini  est mort à Florence le 22 juin 1713.